# Amphiascopsis paromolae
Amphiascopsis paromolae is een eenoogkreeftjessoort uit de familie van de Miraciidae. De wetenschappelijke naam van de soort is voor het eerst geldig gepubliceerd in 1973 door Soyer.